# 함안 조려 묘
함안 조려 묘(咸安 趙旅 墓)는 대한민국 경상남도 함안군 법수면 강주리에 있는 조선시대의 무덤이다. 2015년 3월 19일 경상남도의 기념물 제283호로 지정되었다.

## 개요
조려의 본관은 함안(咸安). 자는 주옹(主翁), 호는 어계(漁溪)이다.
그는 34세 되던 해에 진사시(進士試)에 급제하여 태학(太學-지금의 성균관)에서 학문 등에 더욱 주력하던 중 단종 1년에 일어난 계유정란에 격분하여 스스로 귀향하여 홀로 학문증진에 노력하였으며 단종이 유배지에서 사사 당하자 위험을 무릅쓰고 찾아가 시신을 수렴하였다고 전한다.
1489년(성종 20년) 별세하였으며 1698년(숙종 24년) 생육신에 추봉되었다.
묘역은 경상남도 함안군 법수면 강주리에 야트막한 둔덕에 위치하고 있으며 위로부터 조려의 정부인인 흥양이씨, 조려 그리고 증손자 조정화 부부의 순으로 묘가 조성되어 있다.

## 같이 보기
- 조려

## 참고 문헌
- 함안 조려 묘 - 국가유산청 국가유산포털